# Dioscorea floridana
Espèce
Dioscorea floridana est une espèce de plantes vivaces de la famille des Dioscoreaceae. Elle est native de Floride, d'Alabama, de Géorgie et Caroline du Sud. Elle affectionne les sols sableux et humides de faible altitude,.
Dioscorea floridana est une plante grimpante s'enroulant autour d'autres plantes à la façon de la clématite ou du lierre, et se reproduisant par des rhizomes jaunes. Les tiges peuvent s'élever jusqu'à 4 m au-dessus du sol. Les feuilles sont ovales à deltoïdes. Elles sont non-embrassantes et mesurent jusqu'à 12 cm de long. Les fleurs sont jaune-orangé,,,,.